# Comanda Lisei
Comanda Lisei - este una dintre poienile montane de pe teritoriul comunei Lisa, situată între cele două văi marcante ale comunei, Seaca și Valea Lisei, la o altitudine de 1169 m. 
Numele Comanda vine chiar de la poziționarea sa strategică, pe o culme înaltă între două văi, de unde se poate vedea cu ușurință întreaga Țara Făgărașului, de la Avrig (la vest) la Persani (la est); de la Lisa, la Cincu (spre nord).
Aici se poate ajunge pe mai multe trasee:
- de la Valea Lisei; -pe Scochina, -pe Pârâul Verzilor, -pe Pârâul Lesprzi.
- de pe Seaca Lisei se poate urca prin -Lazul Căprarului, -Lazul Domnului, -pe Pârâul  Afenisului, sau din Fundul Secii.

Din Comanda traseul duce spre creasta Făgărașilor, prin Comanda de vară, 1260 m - vf. Hoanca 1375 m - Valea Pleșii - Izvoarele Pleșii, - vf. Trăsnita 2077 m. 
Ajungând în creastă, se poate continua traseul spre est prin Valea lui Mogos, -Brescioara, spre cabana Urlea 1533 m; sau se poate urma traseul spre vest, prin Cataveiul Mare 2287 m. - Cheia Bindii (de unde se poate coborî la cabana Sâmbăta), urmând traseul spre vest, ajungem în Fereastra Mare 2288 m, - Fereastra Mică 2168 m - Gălăsescu Mare 2470 m etc. înspre vest spre cabanele Podragu și Bâlea.